# Titanomyrma simillima
Espèce
Synonymes
- Formicium simillimum Lutz, 1986[1]

Titanomyrma simillima est une espèce éteinte de fourmis de la sous-famille des Formiciinae  et du genre Titanomyrma qui vivait il y a 47 millions d'années (Éocène moyen). L'espèce est connue via des fossiles trouvés en Allemagne, dans le site fossilifère du lac de Messel. Avec Titanomyrma gigantea, il s'agissait de la deuxième espèce de fourmis la plus fréquente de ce site. Elle partage également sa grande taille avec les autres espèces du genre Titanomyrma.

## Systématique
L'espèce Titanomyrma simillimum a été initialement décrite en 1986 par le myrmécologue allemand Herbert Lutz (d) sous le protonyme de Formicium simillimum.